# Univers 1987
Univers 1987 est une anthologie de onze nouvelles de science-fiction publiées entre 1985 et 1987, sélectionnées par Pierre K. Rey.
L'anthologie est la 27e de la série Univers qui compte trente ouvrages. Elle ne correspond pas à un recueil qui serait déjà paru aux États-Unis ; il s'agit d'un recueil inédit de nouvelles, édité pour le public francophone.
L'anthologie a été publiée en mars 1987 aux éditions J'ai lu dans la collection « Science-fiction » (no 2165). L'image de couverture a été réalisée par Oliviero Berni.

## Première partie: nouvelles

### Le Temps des réfractaires
- Auteur : Anne Vève.
- Publication : mai 1985.
- Situation dans l'anthologie : pages 36 à 57.
- Résumé :
- Liens externes : 
  - Notice sur Noosfère
  - Notice sur iSFdb

### Le Paladin de l'heure perdue
- Auteur : Harlan Ellison.
- Titre original : Paladin of the Lost Hour.
- Publication : août 1985.
- Situation dans l'anthologie : pages 58 à 85.
- Traducteur : Iawa Tate.
- Résumé :
- Liens externes : 
  - Notice sur Noosfère
  - Notice sur iSFdb

### Donnez-nous nos voix quotidiennes
- Auteur : Lisa Goldstein.
- Titre original : Daily Voices.
- Publication : avril 1986.
- Situation dans l'anthologie : pages 86 à 100.
- Traducteur : Michèle Valencia.
- Résumé :
- Liens externes : 
  - Notice sur Noosfère
  - Notice sur iSFdb

### Les tours mentent
- Auteur : Pierre Ferran.
- Première publication dans cette anthologie.
- Situation dans l'anthologie : pages 114 à 136.
- Résumé :
- Liens externes : 
  - Notice sur Noosfère
  - Notice sur iSFdb

### Les Gens au bord du précipice
- Auteur : Ian Watson.
- Titre original : The People on the Precipice.
- Publication : automne 1985.
- Situation dans l'anthologie : pages 137 à 151.
- Traducteur : Bernard Sigaud.
- Résumé :
- Liens externes : 
  - Notice sur Noosfère
  - Notice sur iSFdb

### Les Dieux de Mars
- Auteurs : Jack Dann, Gardner R. Dozois et Michael Swanwick.
- Titre original : The Gods of Mars.
- Publication : mars 1985.
- Situation dans l'anthologie : pages 152 à 177.
- Traducteur : Pierre-Paul Durastanti.
- Résumé :
- Liens externes : 
  - Notice sur Noosfère
  - Notice sur iSFdb

### Promenade au clair de brume
- Auteur : Éric Sanvoisin.
- Première publication dans cette anthologie.
- Situation dans l'anthologie : pages 198 à 208.
- Résumé :
- Liens externes : 
  - Notice sur Noosfère
  - Notice sur iSFdb

### Shanidar
- Auteur : David Zindell.
- Titre original : Shanidar.
- Publication : mars 1985.
- Situation dans l'anthologie : pages 209 à 235.
- Traducteur : Jean-Pierre Pugi.
- Résumé :
- Liens externes : 
  - Notice sur Noosfère
  - Notice sur iSFdb

### La Neige
- Auteur : John Crowley.
- Titre original : Snow.
- Publication : novembre 1985.
- Situation dans l'anthologie : pages 236 à 255.
- Traducteur : Luc Carissimo.
- Résumé :
- Liens externes : 
  - Notice sur Noosfère
  - Notice sur iSFdb

### Des yeux de serpent
- Auteur : Tom Maddox.
- Titre original : Snake Eyes.
- Publication : avril 1986.
- Situation dans l'anthologie : pages 279 à 302.
- Traducteur : Monique Lebailly.
- Résumé :
- Liens externes : 
  - Notice sur Noosfère
  - Notice sur iSFdb

### Voile vers Byzance
- Auteur : Robert Silverberg.
- Titre original : Sailing to Byzantium.
- Publications :
  - février 1985.
  - Nouvelle aussi publiée dans le recueil Voile vers Byzance.
- Situation dans l'anthologie : pages 303 à 376.
- Traducteur : Pierre-Paul Durastanti.
- Résumé :
- Liens externes : 
  - Notice sur Noosfère
  - Notice sur iSFdb

## Partie thématique et encyclopédique

### Éditorial
- Éditorial par Pierre K. Rey
  - Première partie : page 7.
  - Deuxième partie : pages 30 à 35.

### Articles
- Article : « Splendeurs et misères de la science-fiction française » par Stéphanie Nicot : pages 9 à 29.
- « Entretien avec Lisa Goldstein », par Pascal J. Thomas : pages 101 à 113.
- Article : « La Nouvelle nouvelle » par Roger Bozzetto[1],[2] : pages 178 à 197.
- Article : « Les Neuromantiques » par Norman Spinrad, traduction de Pascal J. Thomas : pages 256 à 278.

## Critiques littéraires
L'anthologie a fait l'objet d'une critique littéraire par Bertrand Lefebvre dans la revue française « Proxima », numéro 1.